# Palmette

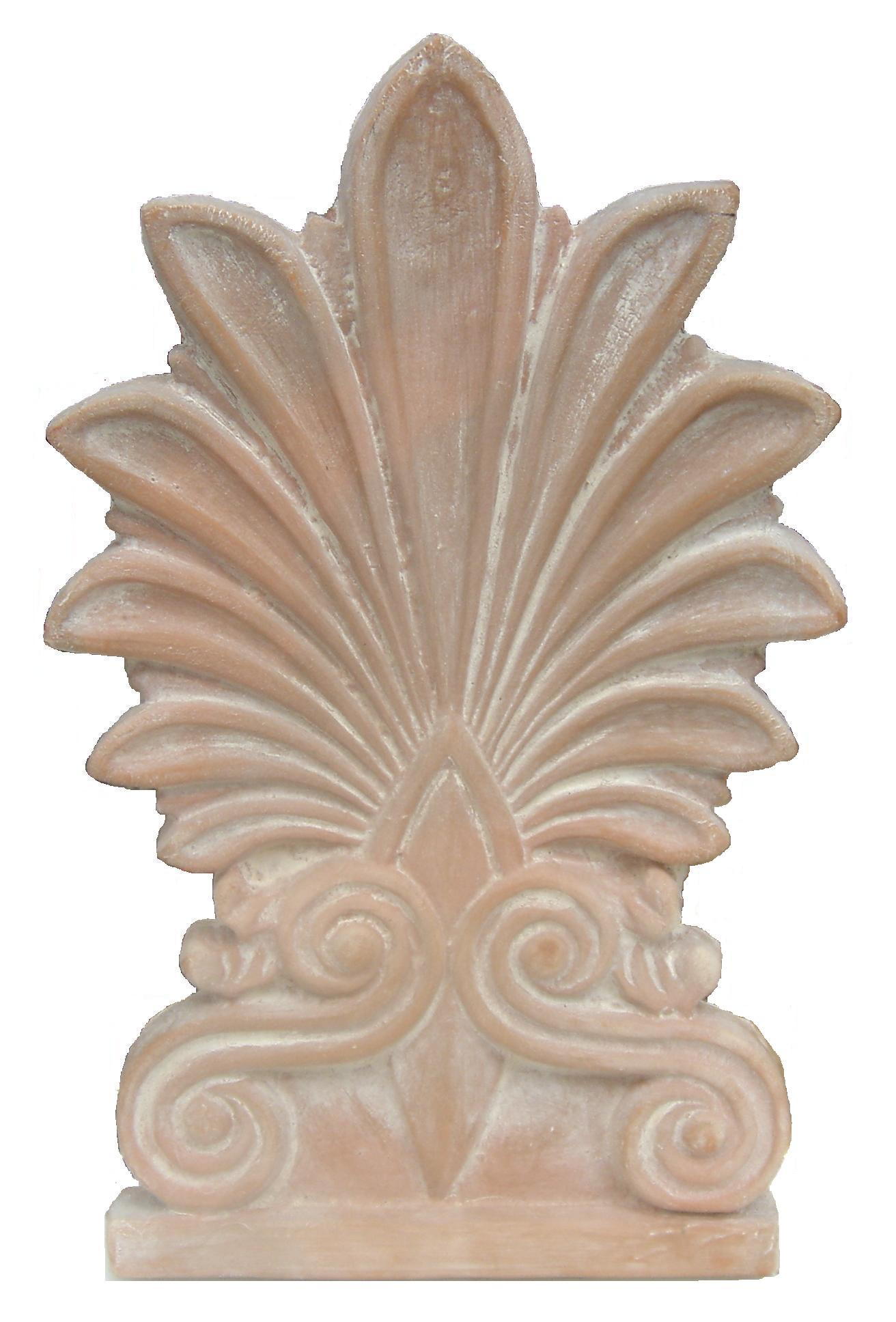
Antefix in Palmettenform

Die Palmette (franz. „Palmbäumchen“) ist ein Schmuckmotiv, das eine symmetrische Abstraktion eines Blattes der Fächerpalme darstellt. Seit der Antike ist sie ein beliebtes Ornament in der Architektur und Vasenmalerei. Neben dem Akanthus gehört sie zu den häufigsten stilisierten Pflanzenmotiven.

## Form
Unterschiedlich in ihrer Stilistik erinnert die Palmette an eine Hand mit gespreizten Fingern oder an das Blatt der Fächerpalme. In der assyrischen Vorstellung hatte die Palmette die Rolle des Lebensbaumes inne.

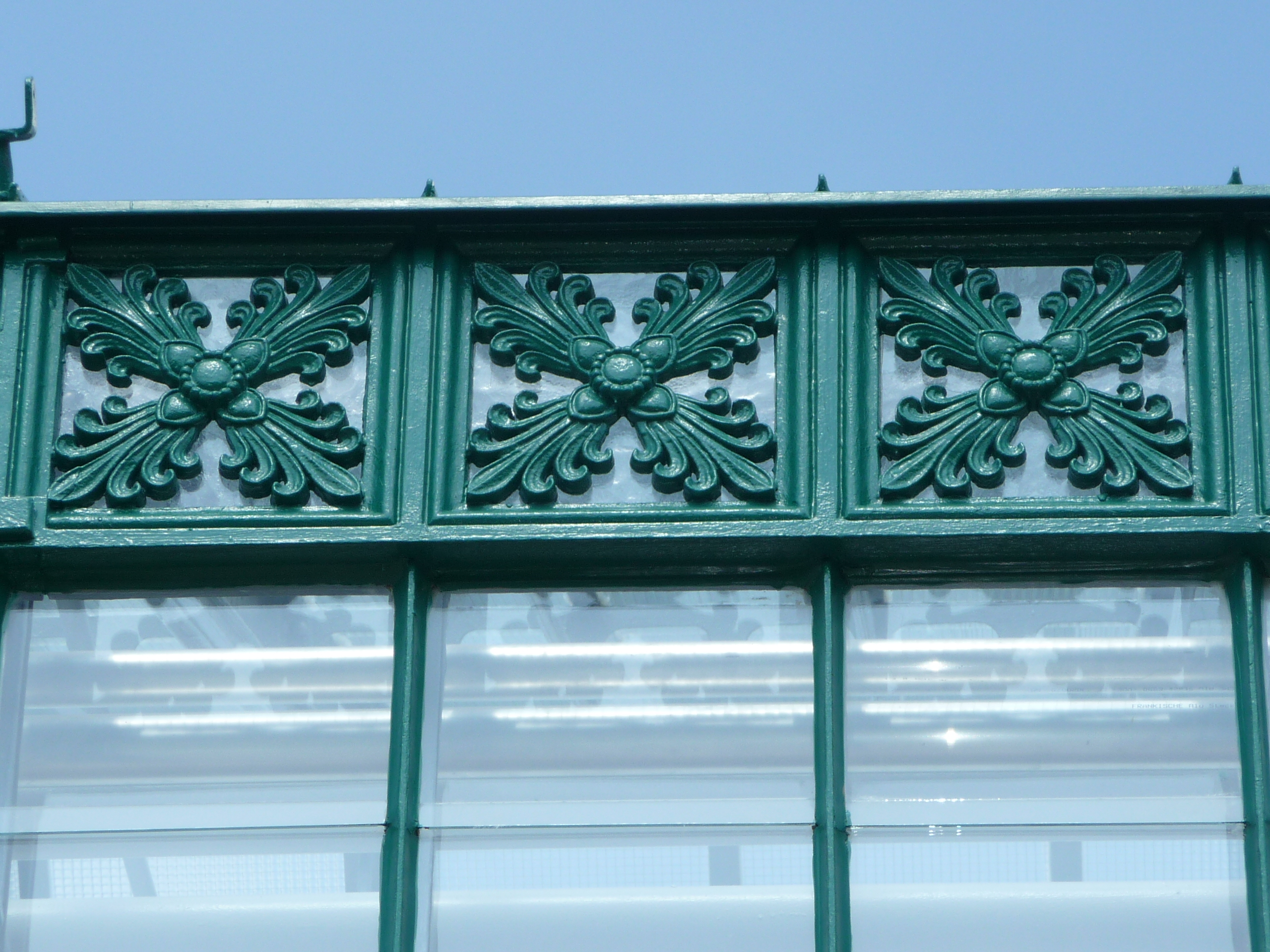
Palmetten waren ein beliebter Dekor des 19. Jahrhunderts. In Gusseisen gefertigt schmücken sie das „Eiserne Haus“ im Schlosspark Nymphenburg.

## Verbreitung

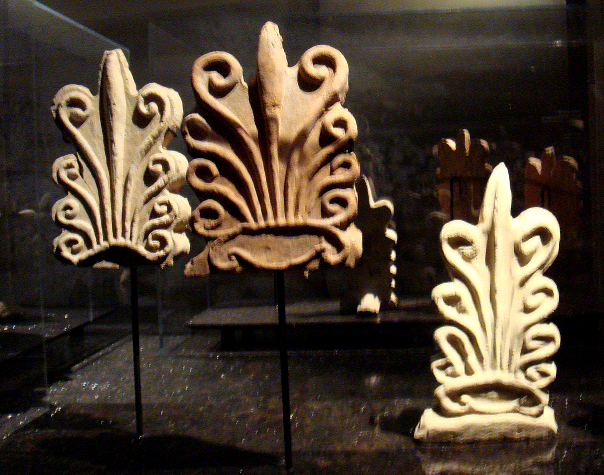
Mehrere Antefixe aus Ton in Palmettenform

Die Palmette war bereits in der babylonischen Kunst und im 2. Jahrtausend v. Chr. in der minoischen Kunst gebräuchlich. Im antiken Griechenland wurde die Palmette seit dem 8./7. Jahrhundert v. Chr. neben dem Mäander als häufigste Zierform verwendet. Vor allem wurden Akroterien und Friese bevorzugt in Palmettenform gestaltet. In der griechischen Architektur treten Palmetten neben Friesformen oft vollplastisch auf dem Dachfirst als Akroter oder als Antefix auf.
Später findet man Palmetten auch in der karolingischen Kunst sowie in der Romanik, in der Renaissance, im Klassizismus und im Historismus. Sie wurden bis in die jüngste Zeit hinein immer wieder rezipiert und neu verwandelt.